# Řád Francisque
Řád Francisque (francouzsky: Ordre de la Francisque) bylo vyznamenání Vichistické Francie, založené roku 1941 maršálem Pétainem.
Symbolem vyznamenání byla dvoubřitá sekera franciska, která byla znakem kolaborantského Francouzského státu za druhé světové války. Bylo uděleno asi 3.000 těchto vyznamenání, přičemž mezi vyznamenanými byli Auguste a Louis Lumièrové a François Mitterrand, ale i řada kolaborantů s nacistickým Německem. Vyznamenání přestalo být udělováno po osvobození Francie v r. 1944.